# Nellie Gosse
Ellen „Nellie“ Gosse (* 23. März 1850 in London als Ellen Epps; † 29. August 1929 ebenda) war eine britische Malerin.

## Leben
Ellen Epps wurde 1850 in London als jüngstes von sechs Kindern des Arztes George Napoleon Epps und seiner möglicherweise invaliden Ehefrau Charlotte Bacon geboren. Neben ihrem Vater waren auch weitere Mitglieder der Familie medizinisch aktiv, wobei die Familie Epps besonders in der Homöopathie wirkte. Ihre jüngere Schwester war die spätere Malerin Laura Theresa Alma-Tadema (1852–1909); auch eine zweite Schwester wurde Künstlerin. Von früh an künstlerisch talentiert, wurde Epps von ihren Eltern in ihren Bemühungen gefördert, Künstlerin zu werden. Zunächst besuchte sie das Queen’s College in der Londoner Harley Street, wo sie sich mit Theresa Thornycroft und Catherine Madox Brown anfreundete, die beide später ebenfalls Malerinnen wurden. Im Laufe der Zeit wurde Epps von Browns Vater Ford Madox Brown ausgebildet und kam durch ihn in Kontakt mit den Präraffaeliten. Ferner existiert die Angabe, dass Epps Unterricht von Cave Thomas und später von Lawrence Alma-Tadema, dem Verlobten ihrer Schwester, erhielt und sich parallel über drei bis vier Jahre im British Museum durch das Kopieren von Gemälden fortbildete. Unklar ist, ob diese Angaben konkurriend oder komplementär sind; im Thieme-Becker wird letzteres angenommen.

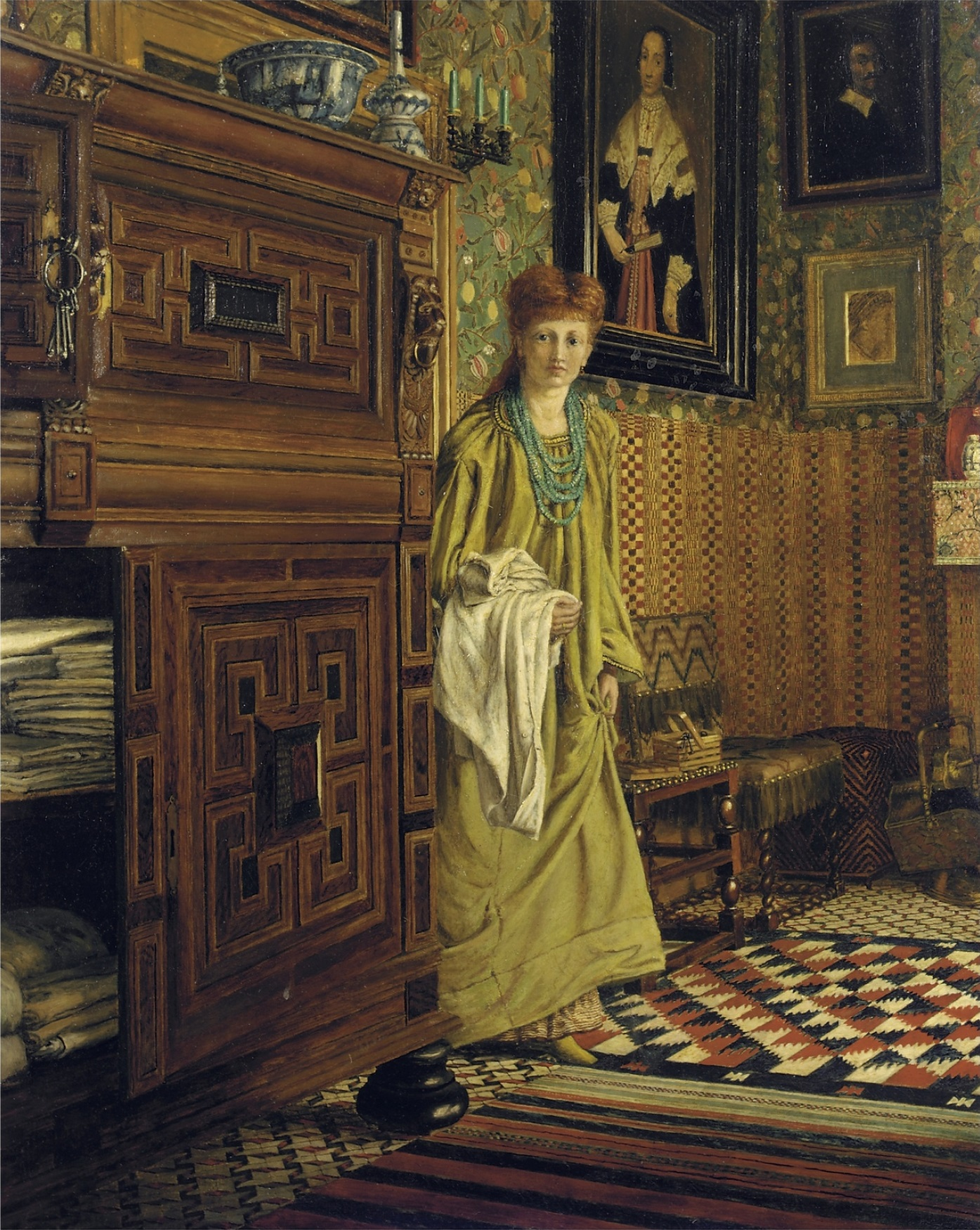
Nellie Gosse: Portrait of Laura Alma-Tadema, 1873, Öl auf Leinwand, 77,5 × 63 Zentimeter

Epps stellte ihre ersten Werke 1871 aus; weitere Schauen folgten regelmäßig in den nächsten Jahren hauptsächlich in London, seltener auch in Paris. 1873 und 1874 unternahm Epps eine Reise durch Südfrankreich und Norditalien. Zu diesem Zeitpunkt wurde sie von dem Literaturhistoriker und -kritiker Edmund Gosse (1849–1928) umworben, den sie aber zunächst abwies, entschlossen, ihr Leben der Kunst zu widmen. Gosse hatte sie bei einem präraffaelitischen Empfang im Haus von Ford Madox Brown kennengelernt.  Nach einiger Zeit gab Epps dem Werben von Gosse nach, allerdings nur unter Bedingung, dass eine Heirat keinerlei Auswirkung auf ihre Karriere als Malerin haben würde. Die beiden heirateten im August 1875 und bekamen in den nächsten Jahren drei Kinder, darunter die spätere Malerin Sylvia Gosse (1881–1968). Ein weiteres Kind wurde im Oktober 1876 tot geboren. Wenngleich Edmund Gosse insgeheim homosexuelle Gefühle hegte, gilt die Ehe der Gosses als glücklich.
Eine enge Verbindung pflegte das Ehepaar Gosse mit Ellens Schwester Laura und deren Ehemann Lawrence Alma-Tadema, die zusammen die vollständige Hochzeit der Gosses geplant hatten. Trotz ihrer Bedingung bei der Heirat sind für Ellen Gosse nach 1890 keine weiteren Ausstellungen mehr nachweisbar. Danach konzentrierte sie sich offenbar mehr auf die Kunstkritik, denn in den 1890er Jahren begann sie, zahlreiche Essays und Kritiken in den Londoner Blättern zu veröffentlichen. Viele Informationen über ihr eigenes künstlerisches Œuvre liegen heute im Dunkeln, doch es scheint, dass sie hauptsächlich Landschaftsgemälde anfertigte. Ironischerweise sind heute vor allem zwei Gemälde aus anderen Genres bekannt: Ein der Genremalerei zuzuordnenes Bild mit dem Titel Hall in Townshend House zeigt die beiden Töchter ihrer Schwester Laura in einem Salon, in dem sich im Hintergrund ein Bild von Hendrik Willem Mesdag abzeichnet. Wahrscheinlich hat sie das Bild extra für Mesdag angefertigt, der der Cousin von Lawrence Alma-Tadema war. Das Bild ist noch heute im Besitz der Sammlung Mesdag. Das zweite Bild ist ein heute in Privatbesitz befindliches Porträtgemälde ihrer Schwester Laura, das klar den künstlerischen Einfluss der Alma-Tademas auf Gosses Stil zeigt.
Das Ehepaar Gosse lebte zunächst in Paddington und ab 1901 am Regent’s Park und gab regelmäßig Empfänge für die Londoner Kulturszene. Bedeutende Schriftsteller wie Rudyard Kipling, Henry James, Robert Louis Stevenson und Thomas Hardy sowie Maler wie Walter Sickert, der spätere Lehrmeister ihrer Tochter Sylvia, gehörten zu ihrem Bekanntenkreis. 1905 erbte Nellie Gosse mit 46.000 £ überraschend einen wesentlichen Teil des Vermögens ihres Onkels James Epps, ein Homöophat und Chemiker, der mit Kakaobohnen reich geworden war. Das zuvor finanziell stets angeschlagene Ehepaar hatte bereits komfortabler leben können, als ihr Ehemann als Literaturhistoriker und -kritiker erfolgreich geworden war, doch das für die damalige Zeit große Erbe löschte jegliche Finanzsorgen aus. Ende der 1920er nach gesundheitlichen Probleme ihres Ehemannes angeschlagen, zog sie in ein Pflegeheim. Sie starb verwitwet im August 1929 im Alter von 79 Jahren in London.